# Hripsime Churschudjan
Hripsime Churschudjan (armenisch Հռիփսիմե Խուրշուդյան; * 27. Juli 1987 in Kaschach, Armenische SSR) ist eine armenische Gewichtheberin.

## Karriere
Hripsime Churschudjan gewann bei den Europameisterschaften 2006 drei Silbermedaillen. Im Folgejahr wurde sie mit Meline Dalusjan als erste armenische Gewichtheberin Europameisterin. Zudem wurde Churschudjan 2007 auch Junioren-Weltmeisterin.
Churschudjan nahm an den Olympischen Sommerspielen 2008 in der Gewichtsklasse bis 75 kg teil und belegte den 11 Rang. Sie war ein später Ersatz für Meline Dalusjan, die an einer akuten Bauchspeicheldrüsenentzündung erkrankt war und von den Olympischen Spielen zurücktreten musste.
In der Folgezeit gewann sie unter anderem WM-Silber und Bronze in der Klasse über 75 kg bei den Olympischen Sommerspielen 2012 in London. 
Im Jahr 2016 gab die International Weightlifting Federation bekannt, dass Churschudjan eine von 11 Athletinnen war, die einen positiven Dopingtest hatten. Auch in ihren Proben aus dem Jahr 2008 wurde nach erneuter Prüfung Stanozolol nachgewiesen. Bei ihren Proben aus dem Jahr 2012 wurde zudem Dehydrochlormethyltestosteron nachgewiesen. Churschudjan wurde rückwirkend disqualifiziert. Im November 2016 wurde ihr die olympische Medaille von 2012 aberkannt.
Bis 2022 war Churschudjan infolge des Dopingskandals gesperrt worden. Bei den Europameisterschaften 2023 in Jerewan war sie wieder startberechtigt und konnte dreimal Bronze in der Klasse bis 87 kg gewinnen. Ein Jahr später bei den Europameisterschaften in Sofia gewann sie im Reißen und Zweikampf zwei weitere Bronzemedaillen.

## Privatleben
Nach den Olympischen Spielen 2012 heiratete Churschudjan und nahm sich eine Auszeit vom Gewichthebersport.